# Muralles de Manlleu
Les muralles de Manlleu són una obra de Manlleu (Osona) declarada bé cultural d'interès nacional.

## Descripció
L'antiga muralla de Manlleu, datada del segle xiii, encerclava l'entorn del turó avui anomenat Dalt Vila, que contenia el primer nucli urbà que es formà al voltant de l'església de Santa Maria. Tenia tres portalades, i recorria el traçat d'alguns carrers i places.
La muralla estava construïda sobre una gran base de carreus de pedra, grans còdols de riu amb morter que, a mesura que s'alça el mur, es redueixen de mida. Possiblement estava recoberta amb una capa d'arrebossat de calç i morter.

## Història
La població de Manlleu va néixer com a expansió de la primitiva sagrera o nucli de cases creat al voltant i cercant la protecció de l'església parroquial de Santa Maria (documentada des del 906). Poc després d'haver construït la fortificació (opus sive bastida), el 13 d'agost de 1277, Guilabert IV de Centelles va atorgar un document pel qual reconeixia que havia fet aquella obra amb la condició que els homes de la sagrera s'hi poguessin refugiar i defensar en la guerra contra Arnau de Cabrera.
Entre els segles XIV i XVI la ciutat s'expandí fora del nucli emmurallat, urbanitzant-se els diferents camins que duien a la ciutat. El sistema de creixement fins aquest segle fou el d'afegir espais urbanitzats disposats concèntricament amb relació a l'antic nucli, pel sector nord-oest: cada creixement representà una ampliació de les muralles de protecció, que segurament devien estar formades pel darrere de les cases i les tanques dels horts de les finques urbanes. Hi havia portes on arribaven els camins que unien Manlleu amb les poblacions veïnes, masies, etc.
Al darrer quart del segle xvi es va construir una plaça nova per al mercat (l'actual plaça de Dalt Vila), que va representar l'últim eixamplament de la muralla, i que va desdoblar la porta de la vila situada al sud: en resultaren el nou "portal del Comte" i una altra a ponent, anomenada "portal de la Plaça". A més hi havia els antics portal de Torelló (a la cantonada d'una casa del principi del carrer Torelló encara hi resta un relleu en pedra que representa una mà estesa, símbol de Manlleu, amb la data de 1582) i el de Sant Higini.
La baixada Bonet va conservar restes de muralla fins al 1969.